# Peter Pan (musical)

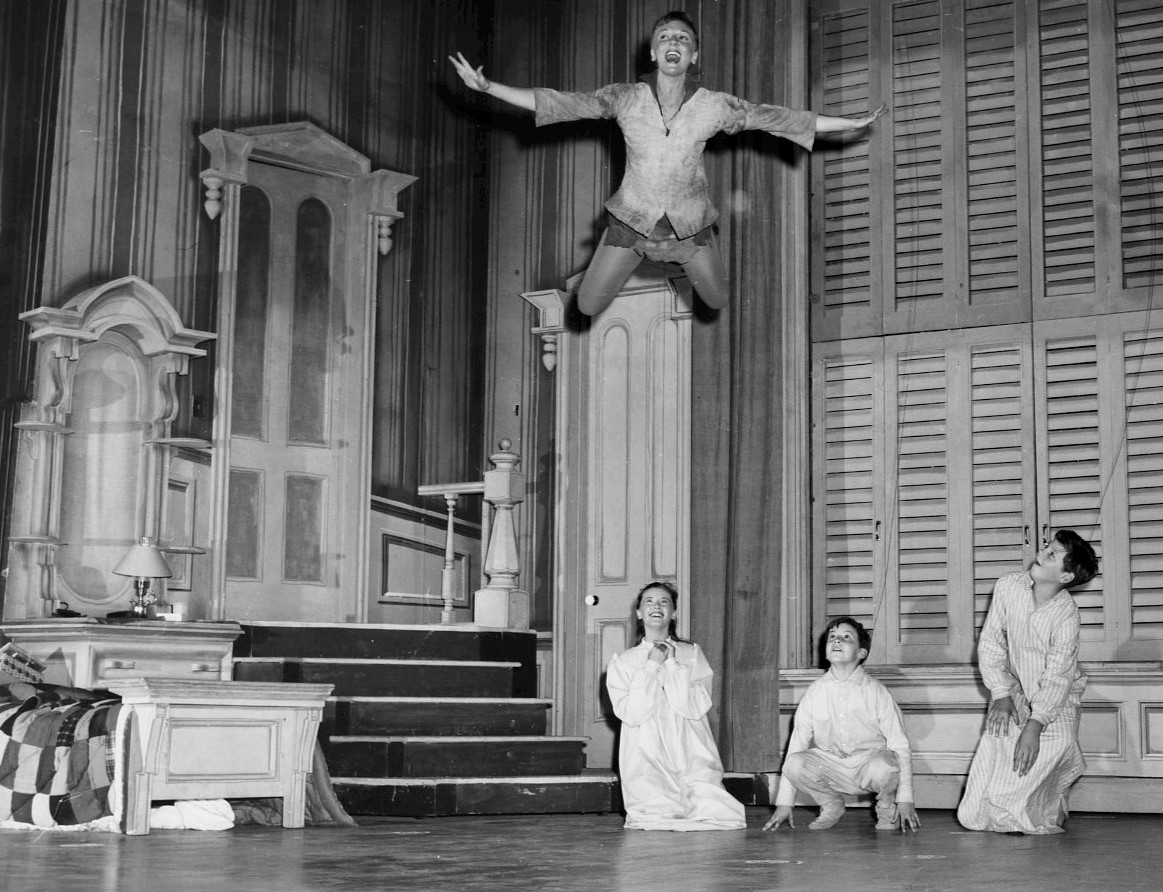
Montagem Peter Pan de 1954

Peter Pan foi um musical da Broadway de Nova Iorque estrelada por Mary Martin e ganhador de três Tony Award.
O musical estreou no dia 20 de outubro de 1954 e totalizou 152 apresentações, cuja última ocorreu em 26 de fevereiro de 1955.
A produção ganhou 3 Tony Award em 1955 nas seguintes categorias:
- Melhor performance de uma atriz protagonista em um musical, com Mary Martin;
- Melhor performance de ator destaque em musical, com Cyril Ritchard;
- Melhor técnico de palco, com Richard Rodda.

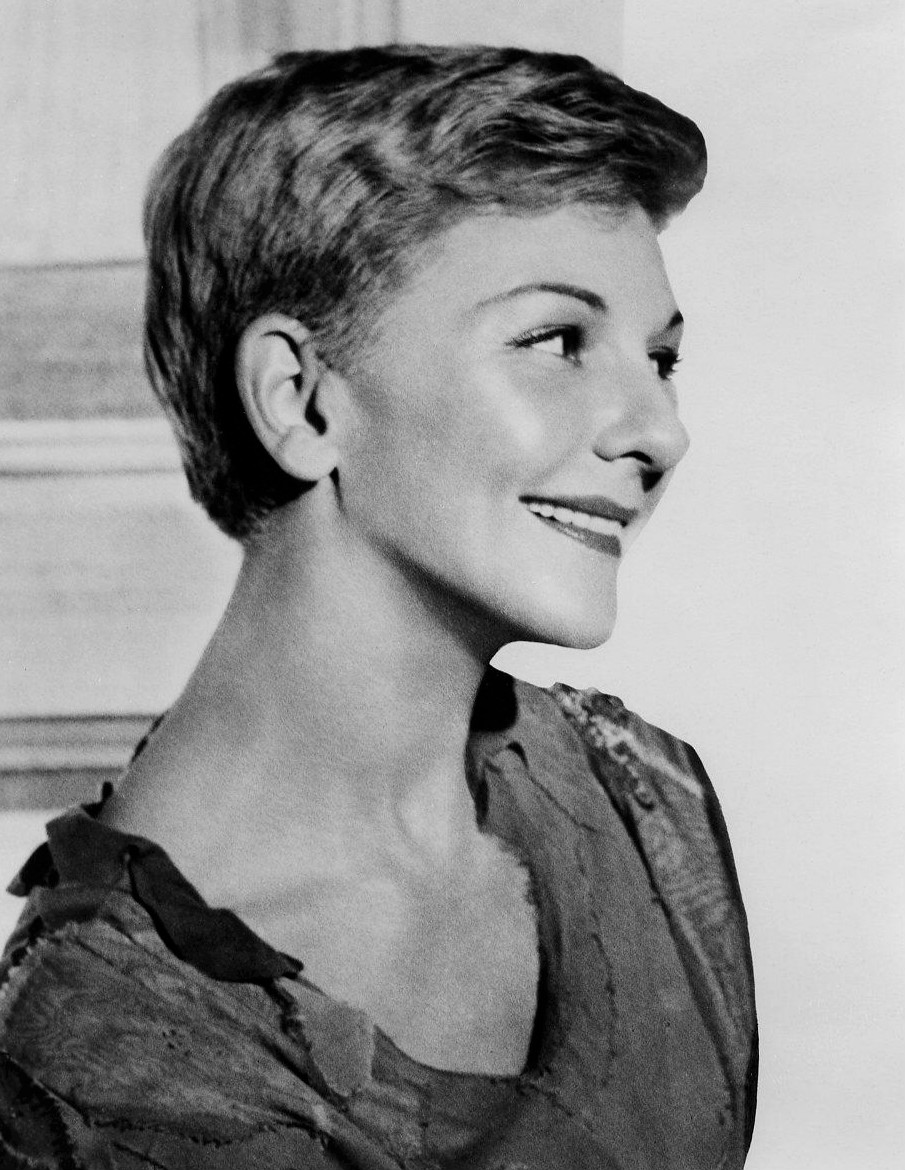
Atriz Mary Martin

## Papeis principais e elenco recorrente
| Character       | 1954 Broadway     | 1955 & 1956 broadcasts | 1960 broadcast   | 1979 Broadway    | 1990 Broadway   | 1991 Broadway                 | 1998 & 1999 Broadway | 2014 Broadcast     | 2017 São Paulo                  | 2019 Rio de Janeiro |
| --------------- | ----------------- | ---------------------- | ---------------- | ---------------- | --------------- | ----------------------------- | -------------------- | ------------------ | ------------------------------- | ------------------- |
| Peter Pan       | Mary Martin       | Mary Martin            | Mary Martin      | Sandy Duncan     | Cathy Rigby     | Cathy Rigby                   | Cathy Rigby          | Allison Williams   | Mateus Ribeiro                  | Mateus Ribeiro      |
| Captain Hook    | Cyril Ritchard    | Cyril Ritchard         | Cyril Ritchard   | George Rose      | Stephen Hanan   | J. K. Simmons                 | Paul Schoeffler      | Christopher Walken | Daniel Boaventura               | Tuca Andrada        |
| Mr. Darling     | Cyril Ritchard    | Cyril Ritchard         | Cyril Ritchard   | George Rose      | Stephen Hanan   | J. K. Simmons                 | Paul Schoeffler      | Christian Borle    | Daniel Boaventura               | Tuca Andrada        |
| Smee            | Joe E. Marks      | Joe E. Marks           | Joe E. Marks     | Arnold Soboloff  | Don Potter      | Don Potter                    | Michael Nostrand     | Christian Borle    | Pedro Navarro                   | Pedro Navarro       |
| Mrs. Darling    | Margalo Gillmore  | Margalo Gillmore       | Margalo Gillmore | Beth Fowler      | Lauren Thompson | Lauren Thompson               | Barbara McCulloh     | Kelli O'Hara       | Maria Netto                     | Giselle Lima        |
| Wendy Darling   | Kathleen Nolan    | Kathleen Nolan         | Maureen Bailey   | Marsha Kramer    | Cindy Robinson  | Cindy Robinson                | Elisa Sagardia       | Taylor Louderman   | Bianca Tadini                   | Karina Mathias      |
| Tiger Lily      | Sondra Lee        | Sondra Lee             | Sondra Lee       | Maria Pogee      | Holly Irwin     | Michelle Schumacher           | Dana Solimando       | Alanna Saunders    | Carol Botelho                   | Carol Botelho       |
| Michael Darling | Joseph Stafford   | Tom Halloran           | Kent Fletcher    | Jonathan Ward    | Chad Hutchison  | Joey Cee                      | Drake English        | John Allyn         | Luis Prudencio / Murilo Martins | Luke Lima           |
| John Darling    | Robert Harrington | Robert Harrington      | Joey Trent       | Alexander Winter | Britt West      | David Burdick\| Chase Kniffen | Barry Cavanagh       | Jake Lucas         | Henry Gaspar / Gabriel Cordeiro | Thadeu Torres       |